# Lužarka
Lužarka (lužanj; lat. Sternbergia), biljni rod u porodici zvanikovki. Postoji 7 priznatih vrsta, od kojih dvije rastu i u Hrvatskoj, to su žuta i dugocvjetna lužarka.
Rod je raširen po Sredozemlju, Maloj Aziji, Srednjoj Aziji i Kavkazu.

## Vrste
1. Sternbergia candida B.Mathew & T.Baytop
2. Sternbergia clusiana (Ker Gawl.) Ker Gawl. ex Spreng.
3. Sternbergia colchiciflora Waldst. & Kit.
4. Sternbergia lutea (L.) Ker Gawl. ex Spreng.
  1. Sternbergia lutea subsp. greuteriana; sin. Sternbergia minoica Ravenna
5. Sternbergia pulchella Boiss. & Blanche
6. Sternbergia schubertii Schenk
7. Sternbergia vernalis (Mill.) Gorer & J.H.Harvey

## Vanjske poveznice
|  | Zajednički poslužitelj ima još gradiva o temi Sternbergia |
|  | Wikivrste imaju podatke o taksonu Sternbergia             |